# 直江津橋
直江津橋（なおえつばし）は、新潟県上越市川原町 - 中央1丁目の関川に架かる新潟県道488号三ツ屋中央線の橋長237.9 m（メートル）の桁橋。日本百名橋に選出されている。

## 概要
直江津橋は、下流の荒川橋と共に、関川の東西に広がる直江津市街地を結ぶ橋である。
今日ある橋は、1988年（昭和63年）11月に架け替えられたもので、高欄には安寿と厨子王丸のパネルがある。すぐ上流にはJR信越本線の荒川橋梁、下流には荒川橋と関川河口がある。
現橋は関川の引提に伴って架替えられたもので、取付道路周辺は家屋密集地帯であることから桁高を抑える必要があったことから、主桁には2室箱桁を採用し両側径間は鋼床版とした。また、軟弱地盤であることから不等沈下に備えて単純桁を採用した。本橋にはガス管・水管・電力線・通信線が添加されている。
- 形式 - 鋼6径間単純箱桁橋
- 橋長 - 237.900 m
  - 支間割 - 38.750 m+38.850 m+38.850 m+38.850 m+38.850 m+38.750 m
- 幅員 - 13.000 m
  - 車線数 - 2車線
    - 車道 - 8.000 m
    - 歩道 - 両側2.500 m
- 橋台 - RC逆T式橋台（場所打ち杭基礎）
- 橋脚 - RC逆T式壁式橋脚（鋼管杭基礎）
- 床版 - 鉄筋コンクリート床版（中央径間）・鋼床版（側径間）
- 施工 - 新日本製鐵・高田機工・東日本鉄工
- 架設工法 - クレーンベント工法（側径間）・台船工法（主径間）
- 竣工 - 1988年（昭和63年）11月[2]

## 歴史
古来より関川の河口部は直江津の湊が開かれ、同地付近に北陸道が関川を渡る橋としていつの頃からか応化橋（おうげのはし）がかけられていた。
説話さんせう太夫では、安寿と厨子王丸とその母が、この橋の辺りで連れ去られたとされている。近年には森鷗外の小説山椒大夫で広く知られるようになった。
長尾景虎（上杉謙信）が1548年（天文17年）に越後国守護代になり、春日山城に入ると、交通整備に乗り出し1549年（天文18年）に荒廃した応化橋（府内大橋・府中大橋）を再建した。景虎は管理を奉行の庄田定賢に行わせ、維持費のため僧・遊人・盲人などを除き橋銭を課した。御館の乱で崩れた橋を上杉景勝が再建し、豊臣政権下において堀秀治が春日山城主になると、関川右岸にて福島城の築城に着手した。福島城築城と共に直江津と連絡すべく現在の荒川橋のやや上流付近に応化橋（往下橋）を架けた。
1610年（慶長15年）堀氏が改易されると、松平忠輝が福島城に入ったが、1614年（慶長19年）に福島城を放棄して高田城を築城すると、高田の発展のため応化橋も破棄された。架橋を出願した者もいたが、高田藩内で意見が割れ計画は棚上げになり、結局明治になるまで架橋されることは許されなかった。以後、直江津の荒川（関川）には、2か所の渡しが設けられ、上の渡しは現在の信越本線の荒川橋梁より上流側にあり、下の渡しは現在の荒川橋よりやや下流側を渡っていた。
応化橋が破棄されたため、北陸街道を利用する者も直江津から高田まで約6キロメートルの迂回を強いられ、直江津の発展は立ち遅れた。高田から北陸街道が荒川（関川）を渡るところに荒川橋（稲田橋）が現在の稲田橋よりやや北に架けられ、往下橋の名はこの通りが青田川を渡る橋に使われて現在に至る。
1871年（明治4年）、荒川の河口部に上の渡し付近に再び橋が架けられ、平安時代の和歌に由来する名古の継橋の名で出願され、完成後は直江津橋と呼ばれた。翌、1872年（明治5年）に荒川橋として改めて架橋の許可を得て、11月に橋長174 m、幅員5.5 mの木橋が竣工したが、1897年（明治20年）流失した。同年仮橋を架けるも1899年（明治22年）これも流出する。
直江津橋は1899年（明治32年）に現在の位置に共同出資による銭取橋として架けられた。なお、荒川橋は1902年（明治35年）に現在の位置に架橋されている。直江津橋はその後、1909年（明治42年）6月に橋長139.6 m、幅員4 mの木造方杖板橋に架け替えられた。1925年（大正14年）には、県の管理下に入った。
1949年（昭和24年）9月10日に橋長140 m、幅員4.5 mの新橋に架け替えられたものの、1934年（昭和9年）4月2日に既に永久橋となっていた荒川橋と異なり、この橋は木造の土橋であった。
関川の引提に伴って架替に迫られ、橋梁管理者の県でも拡幅計画があったことから合併施工として、建設省北陸地方建設局長と新潟県知事間で1981年（昭和56年）2月12日に協定を締結した。施行主体は建設省とし、総工費17億円は両者で分担した。架設にあたっては原位置での架替のため、仮橋を設置後、旧橋を撤去し新橋を建設するものとした。仮橋架設では事業費削減のため阪急電鉄での中古桁を購入し再利用している。まず自動車用と自転車・歩道の仮橋2橋に1980年度（昭和55年度）に着手し、1982年度（昭和57年度）に完成した。新橋は1982年度（昭和57年度）に下部工に着手し、上部工は1986年度（昭和61年度）に着手、1988年（昭和63年）11月に供用された。